# 王貞風
王 貞風（おう ていふう）は、南朝宋の明帝劉彧の皇后。本貫は琅邪郡臨沂県。高祖父は王導。曾祖父は王劭。祖父は王穆。父は王僧朗。

## 経歴
王僧朗の娘として生まれた。元嘉25年（448年）、淮陽王妃に立てられた。元嘉29年（452年）、劉彧が湘東王に改封されると、貞風は湘東王妃となった。晋陵長公主劉伯姒と建安長公主劉伯媛を産んだ。泰始元年（465年）、明帝が即位すると、貞風は皇后に立てられた。
泰豫元年（472年）、後廃帝が即位すると、貞風は皇太后となり、弘訓宮を称した。後廃帝に不徳の行為が多く、貞風は帝に対してたびたび訓戒を加えた。帝も始めは従順に聞き入れていたものの、後になって狂態はますますひどくなった。元徽5年（477年）5月5日、貞風は後廃帝に玉柄毛扇を与えたが、帝はその華美でないのが気に入らず、貞風を毒殺しようと、太医に薬を調合するよう命じた。側近が諫めたため、帝はようやく取りやめた。
順帝が即位し、蕭道成が権力を握ると、劉晃・劉綽・卜伯興らが政変を計画し、貞風はこれに強く関与した。建元元年（479年）4月、順帝が蕭道成に帝位を譲ると、貞風は順帝とともに東邸にうつり、さらに丹陽宮に移住して、汝陰王太妃となった。5月、順帝が丹陽で死去すると、貞風は建康に邸を建てられて移った。同年10月にその邸で死去した。享年は44。明恭皇后と追諡され、宋の皇后の礼で葬られた。

## 伝記資料
- 『宋書』巻41 列伝第1
- 『南史』巻11 列伝第1